# Municipio de Wayne (condado de Butler)
El municipio de Wayne (en inglés: Wayne Township) es un municipio ubicado en el condado de Butler en el estado estadounidense de Ohio. En el año 2010 tenía una población de 4443 habitantes y una densidad poblacional de 46,82 personas por km².

## Geografía
El municipio de Wayne se encuentra ubicado en las coordenadas 39°31′34″N 84°32′39″O / 39.52611, -84.54417. Según la Oficina del Censo de los Estados Unidos, el municipio tiene una superficie total de 94.89 km², de la cual 94.8 km² corresponden a tierra firme y (0.09%) 0.08 km² es agua.

## Demografía
Según el censo de 2010, había 4443 personas residiendo en el municipio de Wayne. La densidad de población era de 46,82 hab./km². De los 4443 habitantes, el municipio de Wayne estaba compuesto por el 98% blancos, el 0.38% eran afroamericanos, el 0.27% eran amerindios, el 0.14% eran asiáticos, el 0.02% eran isleños del Pacífico, el 0.11% eran de otras razas y el 1.08% pertenecían a dos o más razas. Del total de la población el 0.72% eran hispanos o latinos de cualquier raza.